# Almanaque do Cariri
Almanaque do Cariri foi um periódico do gênero dos almanaques editado no nordeste do Brasil em fases e momentos ainda a pesquisar. 

## Primeira edição
A primeira edição do Almanaque do Cariri é de 1949, sob organização e exclusividade de Francisco de Assis leite, e direção intelectual do Prof. Joaquim Alves. Traz informações sobre Juazeiro do Norte, Barbalha, Jardim, Missão Velha, Brejo Santo, Milagres, Mauriti, Caririaçu, Araripe, Santanopole (Santana do Cariri) e Quixará (Farias Brito); entre outras reportagens e artigos[carece de fontes?].

## Segunda edição

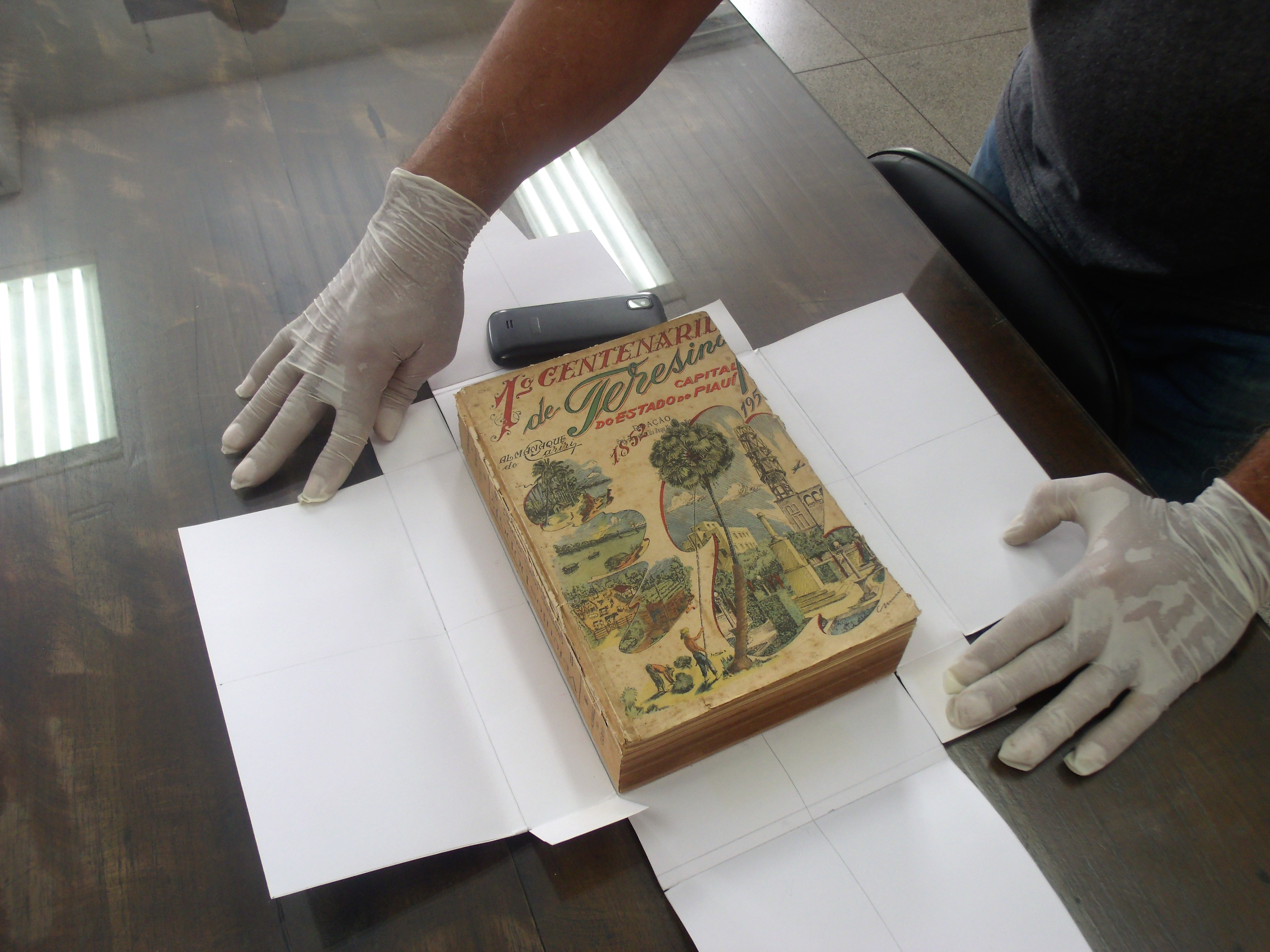
A 2ª edição, em 1952, foi especialmente do aniversário de 100 anos de Teresina, pertencente ao acervo do Arquivo Público do Estado do Piauí.

No argumento de Cláudio Bastos (1994) afirma-se, “primeira edição em Crato, CE. Segunda edição em Teresina – 1952. Edição especial dedicada ao Estado do Piauí, em homenagem à sua capital, pela passagem do seu primeiro centenário. Organizador e proprietário Francisco Assis Leite." Ainda sobre a edição comemorativa ao centenário de Teresina, em 1952 o autor segue informando que a mesma trazia “reportagens dos municípios, história, estatística, informações, recreação e literatura” (ibid).

## Alguns almanaques da Bahia
- Almanaque para a Cidade da Bahia, 1811/12,
- Almanaque civil, político e comercial da Cidade da Bahia, de 1845,
- Almanaque administrativo, mercantil e industrial da Bahia, de 1855,
- Almanaque administrativo, mercantil e industrial da província da Bahia, 1872
- Almanaque das famílias, de 1878,
- Almanaque da província da Bahia, de 1881,
- Almanaque do Diário de Notícias, de 1881,
- Almanaque literário e de indicações, de 1888?,
- Almanaque administrativo, indicador, noticioso, comercial e literário do estado da Bahia, de 1898,
- Almanaque da ação popular, de 1909,
- Almanaque do “O Anúncio”, de 1909,
- Almanaque popular Baiano, de 1910,
- Almanaque popular Brasileiro, de 1911/12.

## Outros almanaques populares do Nordeste brasileiro
- Almanack Piauhyense.
- Almanaque da Bahia
- Almanaque da Parnaíba
- Almanaque de Pernambuco
- Almanaque do Nordeste
- Almanaque do Nordeste Brasileiro
- Almanaque Juízo do Amo
- Almanaque Leão do Norte